# Evarts (Kentucky)
Evarts é uma cidade localizada no estado americano de Kentucky, no Condado de Harlan.

## Demografia
Segundo o censo americano de 2000, a sua população era de 1101 habitantes.
Em 2006, foi estimada uma população de 1064, um decréscimo de 37 (-3.4%).

## Geografia
De acordo com o United States Census Bureau tem uma área de
1,6 km², dos quais 1,6 km² cobertos por terra e 0,0 km² cobertos por água. Evarts localiza-se a aproximadamente 399 m acima do nível do mar.

## Localidades na vizinhança
O diagrama seguinte representa as localidades num raio de 20 km ao redor de Evarts.